# The Angel (North London Forever)
The Angel (North London Forever)  è una canzone del cantautore inglese Louis Dunford. È stata pubblicata il 25 febbraio 2022 dalla RCA Records come secondo singolo estratto dal suo secondo EP, The Popham .

## Descrizione
Dunford ha scritto la canzone come lettera d'amore alla sua città natale di Islington, nel nord di Londra, ed anche alla sua famiglia e ai suoi amici che vivono nel quartiere.
La canzone è dedicata anche alla squadra di calcio della Premier League Arsenal, che con sede a Islington poiché l'artista è un sostenitore da tutta la vita della squadra.

## Video musicale
Il video musicale ufficiale è stato diretto da Oscar J. Ryan ed è stato pubblicato il 25 febbraio 2022 nel canale YouTube di Dunford.

## Collegamento con la squadra dell'Arsenal
Due mesi dopo la sua pubblicazione, la canzone viene notata e condivisa dai sostenitori dell'Arsenal sui social media.
Alla fine ha attirato l'attenzione anche di Mikel Arteta, l'allenatore dell'Arsenal, che voleva catturare lo spirito del club e invitò Dunford a visitare il campo di allenamento del club e incontrare i giocatori.
L'8 maggio 2022, Dunford è stato invitato dalla direzione dell'Arsenal come ospite speciale, insieme alla sua famiglia e ai suoi amici, all'Emirates Stadium, per assistere alla partita di Premier League contro il Leeds United : mentre i giocatori si stavano riscaldando sulla campo, migliaia di tifosi in tutto lo stadio hanno iniziato a cantare il ritornello di "The Angel".
Da allora, la canzone viene considerata come l'inno dell'Arsenal e viene suonata e cantata prima di ogni partita casalinga all'Emirates Stadium.
Dopo il successo avuto dalla sua canzone, Dunford è apparso nell'episodio finale della docuserie sportiva Amazon Original, All or Nothing: Arsenal, che ha seguito lo staff tecnico e i giocatori del club dietro le quinte, sia dentro che fuori dal campo, per tutta la stagione 2021-2022.